# Гремящий (корвет, 1822)
«Гремящий» — парусный корвет Балтийского флота Российской империи, участник Наваринской кампании.

## Описание корвета
Парусный корвет, числился в качестве бомбардирского корвета. Вооружение судна состояло из двадцати четырёх орудий.

## История службы
Корвет «Гремящий» был заложен на Охтенской верфи 11 августа 1821 года и после спуска на воду 30 июня 1822 года вошёл в состав Балтийского флота. Строительство совместно вели корабельные мастера В. Ф. Стокке и А. А. Попов.
Во время шторма и наводнения 7 ноября 1824 года был сорван с якоря и отнесен к северной стенке Военной гавани Кронштадта, где выброшен на мель. 14 декабря был снят с мели. С октября 1826 года по май 1827 года подвергся тимберовке в Кронштадте.
Принимал участие в Архипелагской экспедиции 1827 года. 2 июня 1827 года принял участие в Императорском смотре эскадры адмирала Д. Н. Сенявина на Кронштадтском рейде. 22 июня вышел из Кронштадта в составе отряда капитана 1-го ранга И. Н. Бутакова 1-го и, прибыв в Портсмут, вновь присоединился к эскадре Д. Н. Сенявина. 8 августа в составе эскадры контр-адмирала графа Л. П. Гейдена ушёл из Портсмута по маршруту мыс Лизард — Гибралтар — Палермо — Мессина. 1 октября, соединившись в районе острова Занте, с английской и французской эскадрами и объединённая эскадра взяла курс на Наваринскую бухту. С 3 по 12 октября корвет находился в крейсерстве у входа в Наваринскую бухту, при этом 8 октября во время сражения блокировал выход из неё. 12 октября, войдя в Наваринскую бухту, присоединился к эскадре Л. П. Гейдена и на следующий день вместе с ней ушёл из Наварина в Ла-Валлетту, куда прибыл к 27 октября. В феврале и марте 1828 года ходил в Неаполь, а к 17 марта вернулся в Ла-Валлетту с Георгиевским флагом для корабля «Азов», присланным с курьером из России. 3 апреля в составе эскадры ушёл с Мальты в Архипелаг для блокады пролива Дарданеллы. В июне ходил в Ла-Валлетту за жалованьем для моряков эскадры. 7 августа вновь пришел в Ла-Валлетту и встал на ремонт. 
С октября по ноябрь 1828 года выходил в крейсерство в Средиземное море. В 1829 году корвет ушёл в Кронштадт, где был разобран в 1830 году.

## Командиры корвета
Командирами корвета «Гремящий» в разное время служили:
- капитан-лейтенант Н. А. Чеглоков (до июля 1827 года).
- капитан-лейтенант А. Н. Колюбакин (с июля 1827 года по 1829 год).